# Économie des Pays-Bas
Le Royaume des Pays-Bas est un État aux revenus supérieurs à la moyenne européenne, disposant d'une économie ouverte, qui s'appuie fortement sur le commerce extérieur. Cette dernière est caractérisée par des rapports stables, une inflation modérée, une sage politique financière et un rôle important comme axe de transport continental. Les principales activités industrielles sont le traitement de denrées alimentaires, la chimie, la raffinerie et la fabrication d'appareils technologiques, même si le pays est fortement construit sur le secteur tertiaire, ensemble qui a conduit à l'apparition de ladite maladie hollandaise.
Selon la première estimation trimestrielle de Statistics Nederland basée sur les données disponibles, l’économie néerlandaise en mai 2024 a connu contre toute attente une contraction trimestrielle de 0,1 % au premier trimestre, malgré le maintien de faibles taux de chômage. En outre, la croissance trimestrielle de la consommation privée a diminué, passant de 2 % en rythme trimestriel au quatrième trimestre à 0,7 % en rythme trimestriel au premier trimestre.

## Présentation
Bien que seulement 4 % de la population active du pays soit employée dans le secteur de l'agriculture et les cultures maraîchères (un secteur intensif et mécanisé), les quantités de nourriture destinées à l'industrie agro-alimentaire et à l'exportation sont grandes. Les Pays-Bas sont le deuxième pays exportateur dans le domaine des produits agricoles et maraîchers derrière les États-Unis et devant l'Allemagne.
L'économie néerlandaise a progressé d'au moins 3 % depuis la fin des années 1990. En 2001, des analystes évoquent une légère baisse de croissance, en l'occurrence sur le marché internet. La tendance à la baisse s'est poursuivie après les attentats terroristes de New York le 11 septembre 2001. De par le monde, ce sont surtout les compagnies aériennes et les secteurs qui y sont liés qui sont atteints ; les compagnies aériennes néerlandaises ont également pâti de la situation.
Le nouveau système fiscal introduit début 2001 par Wim Kok visait à modérer les taux élevés d'impôts sur le revenu et à reporter partiellement les charges fiscales vers les services et biens de consommation. Les Pays-Bas ont été l'un des premiers pays à ratifier les accords concernant l'euro en tant que monnaie européenne. Depuis le 1er janvier 2002, cette monnaie est le seul moyen légal de paiement (avec une période de transition pour l'échange). La contrevaleur d'alors était de 2,20371 florins néerlandais (Nederlandse gulden) par euro.
Malgré leur excédents commerciaux, leur marché du travail flexible et un chômage bas, les Pays-Bas perdent leur note AAA (agence Standard & Poor's, note ramenée à AA+) en novembre 2013, notamment à cause d'une faible croissance, de l'endettement et de l'explosion d'une bulle immobilière, ce qui n'est pas suivi pas les autres agences de notation. Les Pays-Bas sont actuellement la 16e puissance économique mondiale.

## Secteurs d'activité

### Finance, banque et assurance
Le Groupe ING, la Rabobank et SNS Reaal sont les principales entreprises présentes dans le secteur de la bancassurance, alors qu'ABN Amro, Alex Bank, ASN Bank, Amsterdam Trade Bank, Bank Nederlandse Gemeenten, Binck, De Lage Landen, Direktbank, ELQ Hypotheken, Friesland Bank, NIBC Bank, Postbank, SNS Bank, Sparck, Triodos Bank, Van Lanschot Bankiers ne sont que des banques commerciales, et que Bank Insinger de Beaufort, Kempen & Co, MeesPierson, Oyens & van Eeghen, Robeco, Schretlen & Co, Staalbankiers, Theodoor Gilissen Bankiers sont des banques d'investissement ou d'affaires.
Le secteur des assurances est composé de sociétés telles Aegon, Achmea, Ageas, Allianz, Atradius et SNS Reaal, qui a acquis AXA Nederland et Swiss Life Nederland. D'autres plus petites entreprises telles que Cardif, Centraal Beheer, Conservatrix, Delta Lloyd, Eureko, De Goudse Verzekeringen, FBTO, Interpolis, Klaverblad Verzekeringen, Monuta, Nationale Nederlanden, Ohra, TVM, Univé, Uvit, VVAA et Zwitserleven fusionnent pour grossir sur le marché alors qu'il existe aussi des assurances de santé ou mutuelles telles qu'Azivo, AZVZ, CZ Groep, De Friesland, Menzis, ONVZ Zorgverzekeringen, PNO Ziektenkosten, Salland Verzekeringen, DSW Zorgverzekeringen ou Zorg en Zekerheid.
La Bourse d'Amsterdam a pour principal indice l'AEX index, qui suit les 25 plus grosses capitalisations des entreprises cotées sur le marché. Les Pays-Bas sont depuis longtemps une place financière mondiale ; cela est dû au commerce précoce qu'ils entretenaient avec les autres État, et c'est dans ce pays qu'a pris place la première bulle spéculative financière, sur la tulipe (appelée la tulipomanie). La bourse fait partie de l'Euronext, qui a fusionné avec le NYSE (Dow Jones) en 2007 et va maintenant être englobée dans un grand ensemble avec la fusion avec la Bourse de Francfort.

### Industries

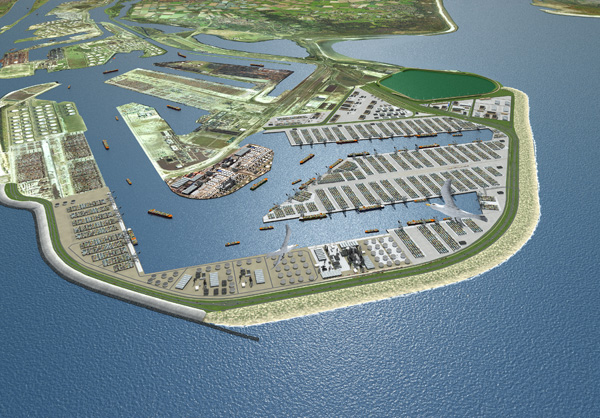
Vue du projet Maasvlakte 2, réalisé en amont du port de Rotterdam.

Industrie agricole, métallurgie et construction de machines, fabrication d'appareils et d'outillages électriques, production chimique, pétrochimie, construction et micro-électronique sont les principales industries aux Pays-Bas.
Le taux de croissance de la production industrielle était par ailleurs de 3,2 % en 2000 et les principales entreprises présentes sur le marché sont Royal Dutch Shell, Unilever, AkzoNobel et Philips.

### Énergie et matières premières

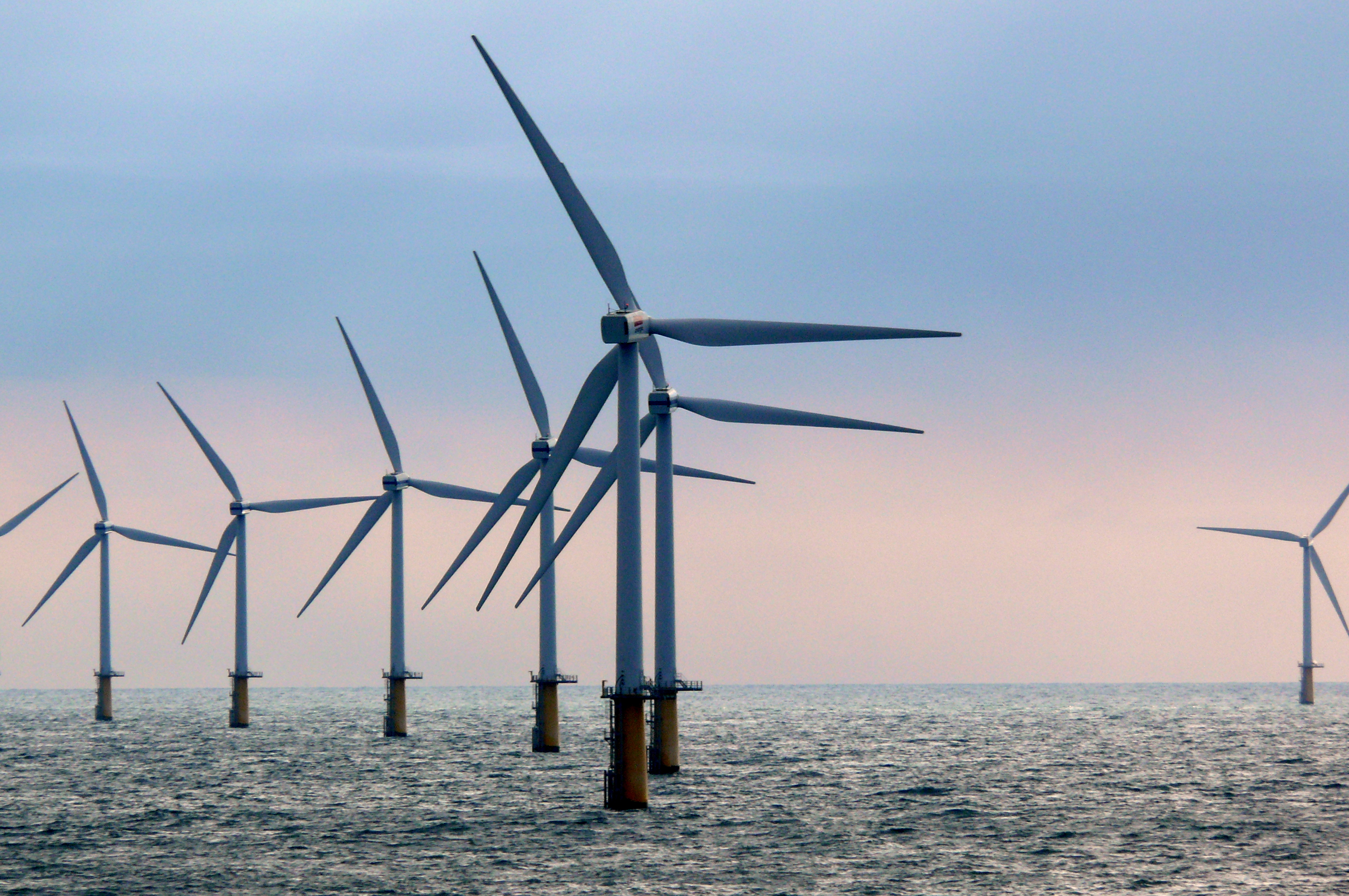
Le Prinses Amaliawindpark (120 MW) en mer du Nord.

- Gaz naturel (provenant essentiellement du gisement de Groningue et de l'offshore ; géré par la a Nederlandse Aardolie Maatschappij (NAM) alors que transporté par Gasunie) : production 2012 : 76 mds de m³ ; exportations : 57 mds de m³[6].
- Production d'électricité : 0,294 md de kWh (1999).
- Production d'électricité par source :
  - produits pétroliers et gaz naturel : 90,25 %.
  - énergie hydraulique : 0,11 %.
  - énergie nucléaire : 4,27 %.
  - autres (entre autres énergie éolienne et énergie solaire) : 5,37 % (1999).
- Consommation : 97,76 mds de kWh (1999).
- Exportations : 3,97 mds de kWh (1999).
- Importations : 22,407 mds de kWh (1999).

Plusieurs hauts-fourneaux sont situés à IJmuiden, ce qui permet une production d'acier conséquente. La production de sel sur les côtes est en évolution alors que l'exploitation du charbon dans les mines a cessé en 1975. La production de bois, autre matière naturelle exploitée à l'échelle industrielle, est en décroissance.

### Agriculture et culture maraîchère
Les Pays-Bas sont le deuxième exportateur agricole mondial, derrière les États-Unis.
- Produits :
  - céréales, pommes de terre, betteraves sucrières, fruits, légumes ;
  - fleurs en serre et en champ (Westland).

Les Pays-Bas ont produit, en 2018 :
- 6,5 millions de tonnes de betterave à sucre, qui est utilisée pour produire sucre et éthanol;
- 6,0 millions de tonnes de pomme de terre (10e producteur mondial);
- 1,2 million de tonnes de oignon;
- 961 000 tonnes de blé;
- 910 000 tonnes de tomates;
- 538 000 tonnes de carottes;
- 410 000 tonnes de concombre;
- 402 000 tonnes de poire;
- 355 000 tonnes de poivre;
- 300 000 tonnes de champignon et truffe;
- 295 000 tonnes de laitue;
- 269 000 tonnes de pomme;
- 247 000 tonnes de orge;

En plus de petites productions d'autres produits agricoles.
Les Pays-Bas, cependant, sont le 3e importateur de produits du Brésil. Le pays revend des produits agricoles du Brésil à des prix plus élevés sur le marché européen, très protectionniste et fermé.

### Élevage
- Élevage de bétail
- Engraissage des porcins
- Produits laitiers
- Élevages de volailles
- Mytiliculture

En 2022, on dénombre 53 000 exploitations, quatre millions de bovins, 12 millions de porcs et 100 millions de poulets sur une surface agricole réduite de 1,82 million d'hectare.
En juin et juillet 2022, le pays connaît des manifestations importantes d'agriculteurs et d'éleveurs, soutenus par les pêcheurs, en raison d'un plan de réduction drastique des rejets d'azote de la part du gouvernement qui entend lutter contre le protoxyde d'azote N2O, un gaz dit à effet de serre, issu des engrais et des effluents d'élevage lors du pâturage et contre l'ammoniac. Pour les agriculteurs, ce plan signifierait une diminution d'environ 30 % du bétail. Ceux-ci jugent les objectifs du gouvernement à risque pour la survie du secteur. Pour Alessandra Kirsch, directrice des études d'Agriculture Stratégies, le risque est également de réduire la production nationale est d'augmenter les importations pour continuer à faire tourner ces infrastructures.

### Pêche
Les pêcheurs néerlandais sont très actifs sur les traditionnels marchés mais sont bridés par les quotas européens.

## Emploi
Les Pays-Bas ont toujours connu un faible chômage grâce à un contrat de travail à temps partiel répandu, concernant actuellement environ 50,4 % des employés dans le pays. Parmi ces derniers, la majorité travaille aux quatre 5e (80% du temps complet). Depuis 2000, une loi votée par la coalition violette de Wim Kok donne le droit aux citoyens de demander un temps partiel lorsqu'ils postulent pour un emploi. Elle est également appliquée au secteur public, où il est possible de ne travailler qu'une journée par semaine si les objectifs fixés sont atteints.
La flexibilité du contrat de travail est par ailleurs encadrée à 45 heures maximum hebdomadaires pour 10 heures tout au plus quotidiennes. Cependant, il est possible dans ce cadre de fixer des horaires de travail spécifiques. L’autoentreprenariat, le travail indépendant ou les engagements associatifs sont également favorisés par la législation.
La formation est également développée aux Pays-Bas, où elle atteint même par initiative personnelle les employés. Quant au volontariat, près de la moitié de la population s’y consacre à hauteur d'environ cinq heures par semaine. La réduction du temps de travail et le développement d’activités non salariées participent à la réduction de l’exclusion sociale.
Le volontariat, traditionnellement institutionnalisé aux Pays-Bas, permet de renforcer certaines missions de l’État. Ce dernier, dans un contexte d’austérité budgétaire, se désengage légèrement d’un certain nombre d’activités, notamment dans le secteur de la santé, de l’éducation ou de la culture, et pousse des bénévoles à les reprendre en mettant en avant le lien social et la plus forte employabilité des jeunes chômeurs (au travers des expériences notifiées sur le CV) que cela créé.

## Paradis fiscal
Les Pays-Bas sont régulièrement qualifiés de « paradis fiscal qui ne dit pas son nom », en facilitant l'existence de sociétés boîtes aux lettres n'ayant pas d'activité réelle dans le pays, notamment du fait d'une faille dans le droit néerlandais qui permet à de nombreuses entreprises de pratiquer l'optimisation fiscale.
Cette faille, dite « CV-BV », permet une double domiciliation d'une entreprise aux Pays-Bas et aux États-Unis, les États-Unis estimant que l'impôt doit être payé aux Pays-Bas et inversement. Ce dispositif sera supprimé le 1er janvier 2020 avec l'entrée en vigueur de la directive européenne anti-évasion fiscale.
Parmi les entreprises américaines citées pour profiter du système néerlandais et réduire considérablement leur niveau d'imposition figurent Caterpillar, General Electric, Heinz, Nike, Tesla et Uber. Selon Gabriel Zucman, des centaines de milliards de dollars de profits ne sont pas taxés,.
L'ONG Oxfam classe les Pays-Bas « troisième pire paradis fiscal » (derrière les Bermudes et les îles Caïmans).